# Syzygium taeniatum
Syzygium taeniatum är en myrtenväxtart som beskrevs av Friedrich Ludwig Diels. Syzygium taeniatum ingår i släktet Syzygium och familjen myrtenväxter. Inga underarter finns listade i Catalogue of Life.